# 阿什利縣 (阿肯色州)
阿什利县（英語：Ashley County）是美國阿肯色州東南部的一個縣，南鄰路易斯安那州。面積2,432平方公里。根據美國2000年人口普查，共有人口24,209人。縣治漢堡（Hamburg）。
成立於1848年11月30日。縣名紀念參議員切斯特·阿什利。本縣為一禁酒的縣。